# Accidente de Acerinox
El Accidente de Acerinox fue un incidente de contaminación radiactiva en la provincia de Cádiz (España). En mayo de 1998, una fuente de Cesio-137 logró pasar a través del equipo de monitoreo de una planta de procesamiento de chatarra de Acerinox en la localidad de Los Barrios. Cuando la chatarra fue derretida, el Cesio-137 ardió y causó una nube radiactiva. Los detectores en la chimenea de la planta de Acerinox fallaron en detectarla, pero fue detectada en Francia, Italia, Suiza, Alemania y Austria. Los niveles de radiactividad que se midieron eran 1000 veces más altos que lo normal.
El accidente contaminó la planta de procesamiento de metal, más dos molinos de acero donde se enviaba basura para descontaminación. De acuerdo con laboratorios independientes, las cenizas producidas por la fábrica de Acerinox tenían entre 640 y 1420 bequerelios por gramo (la norma de Euratom es 10 Bq/g), suficientemente alto para ser considerado un peligro para el público.
Tras el accidente se hicieron revisiones médicas urgentes a todo el equipo que trabajaba en esa zona para comprobar si esos empleados estaban contaminados por el Cesio; de un monto de 400 personas, se constató un incremento ligero de Cesio en 6.
Los costos estimados por la limpieza, los depósitos del residuo y la producción perdida se calcularon en 3.500 millones de pesetas (21 millones de euros),sin añadir el efecto sobre el valor de las acciones en bolsa, la mayor parte por la producción perdida.
Greenpeace detectó en 2007 trazas de Cesio-137 en la planta de procesamiento CRI-9 (Centro de Recuperación de Inertes n.º 9), en las marismas de Mendaña, en la ribera de los ríos Tinto y Odiel, en la provincia de Huelva.